# Diezmann
Diezmann van Thüringen ook gekend als Diederik IV van Lausitz (circa 1260 - Leipzig, 10 december 1307) was van 1291 tot 1303 markgraaf van Neder-Lausitz, van 1291 tot aan zijn dood markgraaf van Osterland en van 1298 tot aan zijn dood landgraaf van Thüringen. Hij behoorde tot het huis Wettin.

## Levensloop
Diezmann was de derde zoon van markgraaf Albrecht II van Meißen en diens echtgenote Margaretha van Sicilië, dochter van keizer Frederik II van het Heilige Roomse Rijk.
In 1270 ontdekte Diezmanns moeder dat haar echtgenoot een buitenechtelijke relatie had met Kunigunde van Eisenberg, waarna ze hem verliet. Vervolgens werden Diezmann en zijn oudere broer Frederik I opgevoed aan het hof van hun oom, markgraaf Diederik van Landsberg. Nadat de broers de volwassen leeftijd hadden bereikt, begonnen ze samen met hun oudste broer Hendrik een oorlog tegen hun vader, die namelijk besloten had om zijn zoon uit zijn tweede huwelijk Apitz aan te stellen tot erfopvolger van het landgraafschap Thüringen. Na een lange oorlog die tot in 1289 duurde, erkende zijn vader de rechten van Diezmann en zijn oudere broer Frederik.
De eerste territoriale bezitting van Diezmann was het Pleißenland. Na de dood van zijn neef Frederik Tuta in 1291 erfde hij eveneens het markgraafschap Neder-Lausitz en het markgraafschap Osterland. In 1301 kocht Diezmann voor 2.000 zilvermarken de kastelen van Droyßig en Burgwerben overr van aartsbisschop Burchard II van Maagdenburg, met de optie om de kastelen later terug te kunnen kopen. Burchard maakte geen gebruik van deze optie en verkocht ook het kasteel en de stad van Spremberg aan Diezmann. In 1303 moest hij wegens financiële problemen het markgraafschap Neder-Lausitz verkopen aan markgraaf Otto IV van Brandenburg.
In 1293 had zijn vader wegens financiële problemen het landgraafschap Thüringen moeten verkopen aan Rooms-Duits koning Adolf van Nassau, die het landgraafschap weigerde terug te geven aan Diezmann. Nadat Adolf van Nassau in 1298 werd afgezet, werd Diezmann samen met zijn oudere broer Frederik I hersteld in de functie van landgraaf van Thüringen. De nieuwe Rooms-Duitse koning Albrecht I van Habsburg weigerde dit echter te erkennen en viel in 1307 met een groot leger het Osterland aan. Diezmann en Frederik bewapenden de burgerij en de boeren en met de assistentie van ridders uit Brunswijk-Lüneburg konden de broers op 31 mei 1307 Albrecht verslaan in de Slag bij Lucka.
Op 10 december 1307 stierf Diezmann een natuurlijke dood in de stad Leipzig. Andere bronnen zeggen dan weer dat hij in de nacht van 24 op 25 december 1307 in de Sint-Thomaskerk van Leipzig werd vermoord door ene Filips van Nassau, maar dit is vrij onzeker. Omdat hij geen nakomelingen had, gingen zijn bezittingen naar zijn broer Frederik.

## Huwelijk
In 1295 huwde Diezmann met Jutta, dochter van graaf Berthold VIII van Henneberg. Ze kregen geen kinderen. Na zijn dood hertrouwde Jutta met markgraaf Otto IV van Brandenburg.